# David Wechsler
David Wechsler (Lespezi, Rumanía, 12 de enero de 1896 - Nueva York, Estados Unidos, 2 de mayo de 1981) fue un psicólogo rumano-estadounidense. Desarrolló escalas de inteligencia bien conocidas, como la Wechsler Adult Intelligence Scale (WAIS) y la Wechsler Intelligence Scale for Children (WISC).

## Biografía
Wechsler nació en el seno de una familia judía en Lespezi, Rumania, y emigró con sus padres a los Estados Unidos cuando era niño. Estudió en el City College of New York y en la Columbia University, donde adquirió su grado de maestro en 1917 y su doctorado en 1925 bajo la dirección de Robert S. Woodworth. Durante la Primera Guerra Mundial trabajó con el ejército de los Estados Unidos para desarrollar tests que sirvieran para examinar a los nuevos reclutas mientras él estudiaba bajo la tutela de Charles Spearman y Karl Pearson. 
Después de cortos periodos en diferentes ubicaciones (incluyendo cinco años en la práctica privada), Wechsler se convirtió en médico en jefe del Bellevue Psychiatric Hospital en 1932, donde permaneció hasta 1967. Murió en 1981, cuando sus test psicológicos ya eran altamente respetados.

## Escalas de Inteligencia
Wechsler, es conocido por sus tests de inteligencia. La Escala Wechsler de Inteligencia para Adultos (WAIS) fue desarrollada por primera vez en 1939 y fue llamada entonces el Wechsler-Bellevue Intelligence Test. De esa escala test se derivó la Escala Wechsler de Inteligencia para Niños (WISC) en 1949 y la Wechsler Preschool and Primary Scale of Intelligence (WPPSI) en 1967. Wechsler originalmente creó estos tests para saber más acerca de sus pacientes en la clínica Bellevue al encontrar el entonces vigente test de CI de Binet insatisfactorio. Estos tests están todavía basados en su filosofía de que la inteligencia es "la capacidad global de actuar intencionalmente, de pensar racionalmente, y de interactuar efectivamente con el ambiente" (citado en Kaplan & Saccuzzo, p. 256).
Las escalas de Wechsler introdujeron muchos conceptos novedosos e innovaciones al movimiento de los tests de inteligencia. Primero, Wechsler se deshizo de las puntuaciones de cociente de tests más viejos, (la C en "CI"). En lugar de eso, asignó un valor arbitrario de cien a la inteligencia media y agregó o sustrajo otros 15 puntos por cada desviación estándar arriba o abajo de la media en la que se encontraba el sujeto. Rechazando un concepto de inteligencia global (como el propuesto por Spearman), dividió el concepto de intelligence en dos áreas principales: área verbal y área de ejecución (no-verbal), cada una subdividida y evaluada con diferentes subtests. Estas conceptualizaciones aún se reflejan en las versiones más recientes de las escalas de Wechsler.
El WAIS es hoy en día el test psicológico más comúnmente aplicado (Kaplan & Sacuzzo, 2005). Los tests actualmente son actualizados aproximadamente cada diez años para compensar el efecto Flynn. La última versión disponible de estos son el WISC-V y el WAIS-IV, versiones que en algunos países se encuentran en proceso de validación.